# Timestalker
Timestalker és una pel·lícula històrica de comèdia romàntica de ciència-ficció britànica del 2024 escrita, dirigida i protagonitzada per Alice Lowe.

## Argument
L'Agnes s'enamora de l'home equivocat i després es reencarna i s'enamora d'ell una vegada i una altra, viatjant per l'oest d'Escòcia de la dècada de 1680, l'Anglaterra rural de la dècada de 1790, Manhattan dels anys 80 i un post-apocalíptic durant el segle XXII.

## Repartiment
- Alice Lowe com Agnes
- Jacob Anderson com Escipió
- Nick Frost com a George
- Tanya Reynolds com a Meg
- Aneurin Barnard com a Alex
- Kate Dickie com a Marion
- Dan Renton Skinner com a oficial/sacerdot
- Mike Wozniak com a Dan Chovy

## Producció
El febrer de 2021, es va anunciar que el nou projecte de Lowe es deia "Timestalker" i era una comèdia romàntica sobre l'amor no correspost d'una dona al llarg de segles, des de l'oest d'Escòcia de la dècada de 1680 fins a un apocalíptic segle XXII. Hi havia Sam Riley, Jacob Anderson i Natasia Demetriou units amb Lowe també actuant. Vaughan Sivell va ser el productor de Western Edge Pictures i HanWay que s'encarregarà de les vendes internacionals. L'octubre de 2022, es va anunciar que el rodatge havia començat amb Nick Frost, Tanya Reynolds, Aneurin Barnard, Kate Dickie, Dan Skinner i Mike Wozniak al repartiment i Riley i Demetriou ja no estan involucrats. Popcorn Group va participar com a coproductor amb el finançament del BFI, Head Gear Films i Ffilm Cymru Wales amb el finançament de la National Lottery i el Govern de Gal·les via Creative Wales. HanWay Films va publicar primeres imatges de Frost i Lowe amb vestit històric el febrer de 2023.

## Llançament
Timestalker es va estrenar a South by Southwest el 8 de març de 2024. La pel·lícula va tenir la seva estrena canadenca al 28è FanTasia el 31 de juliol de 2024. El juny de 2024, Vertigo Releasing va adquirir els drets de distribució de la pel·lícula per al Regne Unit i Irlanda de HanWay Films.
La pel·lícula es va estrenar en cinemes al Regne Unit i Irlanda l'11 d'octubre de 2024. Va ser llançat digitalment a les plataformes de vídeo sota demanda (VOD) el mes següent.

## Recepció
Al lloc web de l'agregador de ressenyes Rotten Tomatoes, el 87% de les 47 crítiques són positives, amb una valoració mitjana de 6,9/10. El consens del lloc web diu: "Aprofitant la fantasia per explorar com les males eleccions de vida són perennes, Timestalker és una segona pel·lícula intel·ligent i imaginativa de la directora i estrella Alice Lowe." Metacritic, que utilitza una mitjana ponderada, va assignar a la pel·lícula una puntuació de 72 sobre 100, basada en 14 crítiques, , indicant crítiques "generalment favorables".